# 제임스 B. 섬너
제임스 배첼러 섬너(영어: James Batcheller Sumner, 1887년 11월 19일 ~ 1955년 8월 12일)는 미국의 화학자이다. 1946년에 효소의 결정화를 발견한 공로로 존 하워드 노스럽, 웬들 메러디스 스탠리와 함께 노벨 화학상을 수상했다.

## 수상 경력
- 1946년 : 노벨 화학상

## 참고 문헌
- Alexander L. Dounce (1955). “Prof. James B. Sumner”. 《Nature》 176 (4488): 859. Bibcode:1955Natur.176..859D. doi:10.1038/176859a0.
- “Sumner, James B. (1887–1955)”. 《Biographical Memoirs / National Academy of Sciences》 31.